# Skimuseum am Holmenkollen

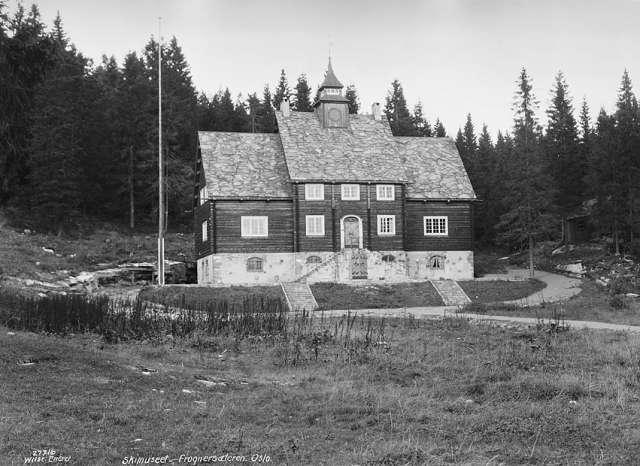
Das ursprüngliche Gebäude des Skimuseums im Jahr 1925 in Frognerseteren

Das Skimuseum am Holmenkollen (norwegisch Skimuseet i Holmenkollen) ist ein Museum in Oslo.
Das Museum befindet sich an der Skisprungschanze Holmenkollen. Es widmet sich der Geschichte der Sportart Skifahren. Gegründet wurde das Museum 1923 und ist damit das älteste Skimuseum der Welt. Im Museum befinden sich rund 4000 Ausstellungsgegenstände. Auch befinden sich originale Expeditionsausrüstungsbestandteile der Reisen von Fridtjof Nansen und Roald Amundsen im Museum.